# مکینتوش

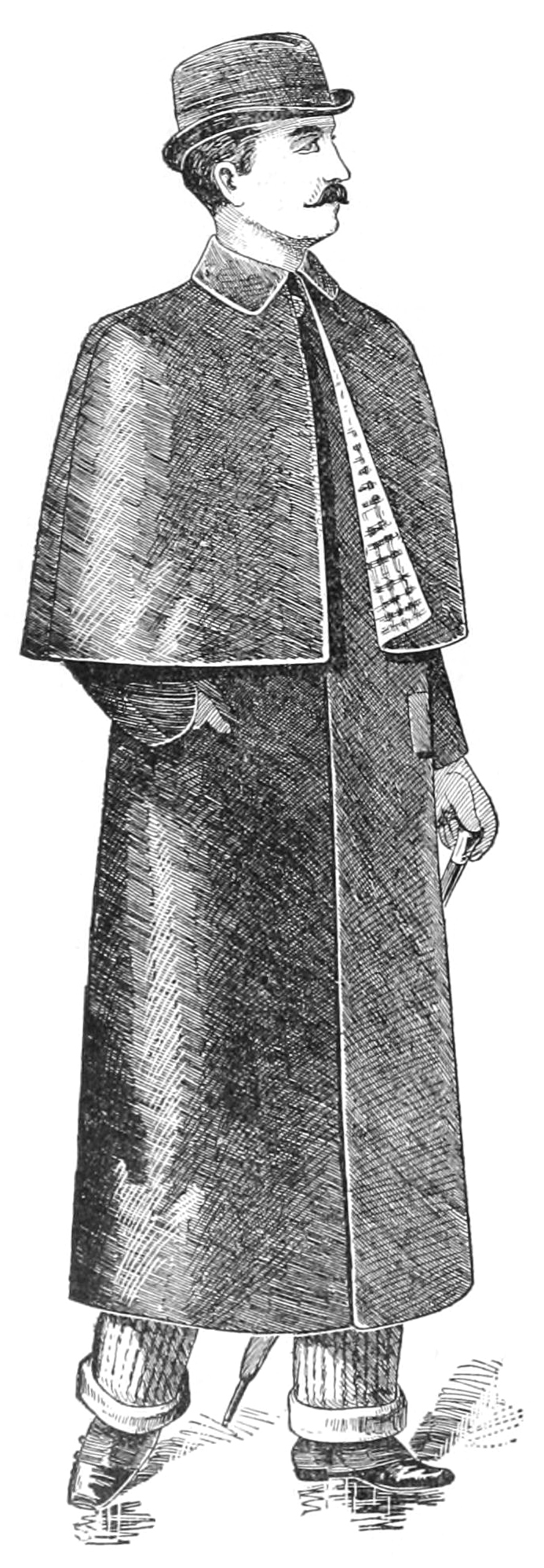

مکینتوش (انگلیسی: Mackintosh) شرکت پوشاک اسکاتلندی است، که در سال ۱۸۴۶ توسط چارلز مکینتاش تأسیس شد.